# Zgromadzenie Narodowe Quebecu
Zgromadzenie Narodowe Quebecu – składa się współcześnie ze 125 deputowanych. Deputowani wybierani są w 125 jednomandatowych okręgach.
| Kadencja | Data wyborów | Reprezentowane partie polityczne                                                                                         | Liczba deputowanych (MLA) |
| -------- | ------------ | --- | ------------------------- |
| 1        | 1867         | Konserwatywna Partia Quebecu – 51 Liberalna Partia Quebecu – 12 Niezależni – 1                                           | 65                        |
| 2        | 1871         | Konserwatywna Partia Quebecu – 46 Liberalna Partia Quebecu – 19                                                          | 65                        |
| 3        | 1875         | Konserwatywna Partia Quebecu – 43 Liberalna Partia Quebecu – 19 Niezależni – 3                                           | 65                        |
| 4        | 1878         | Konserwatywna Partia Quebecu – 32 Liberalna Partia Quebecu – 31 Niezależni – 2                                           | 65                        |
| 5        | 1881         | Konserwatywna Partia Quebecu – 49 Liberalna Partia Quebecu – 15 Niezależni – 1                                           | 65                        |
| 6        | 1886         | Liberalna Partia Quebecu – 33 Konserwatywna Partia Quebecu – 26 Niezależni – 6                                           | 38                        |
| 7        | 1890         | Liberalna Partia Quebecu – 43 Konserwatywna Partia Quebecu – 23 Niezależni – 7                                           | 73                        |
| 8        | 1892         | Konserwatywna Partia Quebecu – 51 Liberalna Partia Quebecu – 21 Niezależni – 1                                           | 73                        |
| 9        | 1897         | Liberalna Partia Quebecu – 51 Konserwatywna Partia Quebecu – 23                                                          | 74                        |
| 10       | 1900         | Liberalna Partia Quebecu – 67 Konserwatywna Partia Quebecu – 7                                                           | 74                        |
| 11       | 1904         | Liberalna Partia Quebecu – 67 Konserwatywna Partia Quebecu – 7                                                           | 74                        |
| 12       | 1908         | Liberalna Partia Quebecu – 57 Konserwatywna Partia Quebecu – 14 Liga Narodowa – 3                                        | 38                        |
| 13       | 1912         | Liberalna Partia Quebecu – 63 Konserwatywna Partia Quebecu – 16 Liga Narodowa – 1 Niezależni – 1                         | 81                        |
| 14       | 1916         | Liberalna Partia Quebecu – 75 Konserwatywna Partia Quebecu – 6                                                           | 81                        |
| 15       | 1919         | Liberalna Partia Quebecu – 74 Konserwatywna Partia Quebecu – 5 Niezależni – 2                                            | 81                        |
| 16       | 1923         | Liberalna Partia Quebecu – 64 Konserwatywna Partia Quebecu – 20 Niezależni – 1                                           | 85                        |
| 17       | 1927         | Liberalna Partia Quebecu – 74 Konserwatywna Partia Quebecu – 9 Niezależni – 2                                            | 85                        |
| 18       | 1931         | Liberalna Partia Quebecu – 79 Konserwatywna Partia Quebecu – 11 Niezależni – 2                                           | 90                        |
| 19       | 1935         | Liberalna Partia Quebecu – 48 Akcja Liberalno-Narodowa – 26 Konserwatywna Partia Quebecu – 16 Niezalezni – 2             | 90                        |
| 20       | 1936         | Unia Narodowa – 76 Liberalna Partia Quebecu – 14                                                                         | 90                        |
| 21       | 1939         | Liberalna Partia Quebecu – 70 Unia Narodowa – 15 Niezależni – 1                                                          | 86                        |
| 22       | 1944         | Unia Narodowa – 48 Liberalna Partia Quebecu – 37 Blok populaire – 4 CCF – 1 National – 1                                 | 91                        |
| 23       | 1948         | Unia Narodowa – 82 Liberalna Partia Quebecu – 8 Niezależni – 2                                                           | 92                        |
| 24       | 1952         | Unia Narodowa – 68 Liberalna Partia Quebecu – 23 Niezależni – 1                                                          | 92                        |
| 25       | 1956         | Unia Narodowa – 72 Liberalna Partia Quebecu – 20 Niezależni – 1                                                          | 93                        |
| 26       | 1960         | Liberalna Partia Quebecu – 51 Unia Narodowa – 43 Niezależni – 1                                                          | 95                        |
| 27       | 1962         | Liberalna Partia Quebecu – 63 Unia Narodowa – 31 Niezależni – 1                                                          | 95                        |
| 28       | 1966         | Unia Narodowa – 56 Liberalna Partia Quebecu – 50 Niezależni – 2                                                          | 108                       |
| 29       | 1970         | Liberalna Partia Quebecu – 72 Unia Narodowa – 17 Kredyt Społeczny – 12 Parti québécois – 7                               | 108                       |
| 30       | 1973         | Liberalna Partia Quebecu – 102 Kredyt Społeczny – 12 Parti québécois – 6                                                 | 110                       |
| 31       | 1976         | Parti québécois – 71 Liberalna Partia Quebecu – 26 Unia Narodowa – 11 Kredyt Społeczny – 1 Parti nationale populaire – 1 | 110                       |
| 32       | 1981         | Parti québécois – 80 Liberalna Partia Quebecu – 42                                                                       | 122                       |
| 33       | 1985         | Liberalna Partia Quebecu – 99 Parti québécois – 23                                                                       | 122                       |
| 34       | 1989         | Liberalna Partia Quebecu – 92 Parti québécois – 29 Parti Egalite – 4                                                     | 125                       |
| 35       | 1994         | Parti québécois – 77 Liberalna Partia Quebecu – 47 Action democratique du Quebec – 1                                     | 125                       |
| 36       | 1998         | Parti québécois – 76 Liberalna Partia Quebecu – 48 Action democratique du Quebec – 1                                     | 125                       |
| 37       | 2003         | Liberalna Partia Quebecu – 76 Parti québécois – 45 Action democratique du Quebec – 4                                     | 125                       |
| 38       | 2007         | Liberalna Partia Quebecu – 48 Action democratique du Quebec – 41 Parti québécois – 36                                    | 125                       |
| 39       | 2008         | Liberalna Partia Quebecu – 66 Parti québécois – 51 Action democratique du Quebec – 7 Solidarny Quebec - 1                | 125                       |
| 40       | 2012         | Parti québécois – 54 Liberalna Partia Quebecu – 50 Koalicja Przyszłość Quebecu – 19 Solidarny Quebec - 2                 | 125                       |
| 41       | 2014         | Liberalna Partia Quebecu – 70 Parti québécois – 30 Koalicja Przyszłość Quebecu – 22 Solidarny Quebec - 3                 | 125                       |
| 42       | 2018         | Koalicja Przyszłość Quebecu – 74 Liberalna Partia Quebecu – 32 Solidarny Quebec – 10 Parti québécois - 9                 | 125                       |